# Horka, Chrudim
Horka là một làng thuộc huyện Chrudim, vùng Pardubický, Cộng hòa Séc.